# Rui José Pinheiro
Rui José Martins Pinheiro (Sacavém, Loures) foi um futebolista do Sport Grupo Sacavenense nas suas equipas de formação. Foi depois secretário-geral do clube durante vários anos. Entre 1999 e 2003, foi vereador da Câmara Municipal de Loures. Foi presidente da Assembleia de Freguesia de Sacavém e nessa qualidade, primeiro subscritor da petição pública para exigir a solução do problema da Quinta do Mocho em Sacavém.